# 戸田當流
戸田當流（とだとうりゅう）とは、富田勢源を流祖とする棒術の流派である。

## 歴史
高千穂における戸田當流は、佐藤又次郎が豊後犬飼で若杉与市兵衛から免許皆伝を受けたことから始まる。これ以降、師匠から許された人物が相伝して指導者となった。
延岡藩では、戸田當流の指導者に名字と帯刀を許しており、小侍の役務を与えていたと推測される。
現在は宮崎県高千穂に祭りの棒術として残っている。

## 系譜
佐藤又次郎までの伝系は下記の通りである。
- 富田清玄忠重（加州）
- 富田清流忠森（越州）
- 仲村権内政行（若狭）
- 古田伊織長貞（尾張）
- 山崎新五右衛門貞重（山城）
- 神尾七右衛門政長（豊後）
- 服部是右衛門正長（豊後）
- 若杉與市兵衛政森（豊後）
- 佐藤又次郎信常（日向）

## 内容
地域により差があるとされる。